# Digue du rû de Montfort

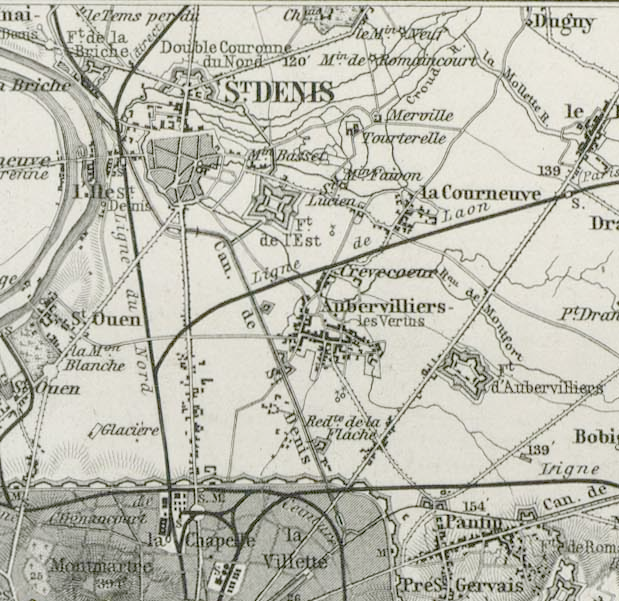
Carte de 1871 montrant l'emplacement du fort de l'Est relié au canal Saint-Denis.

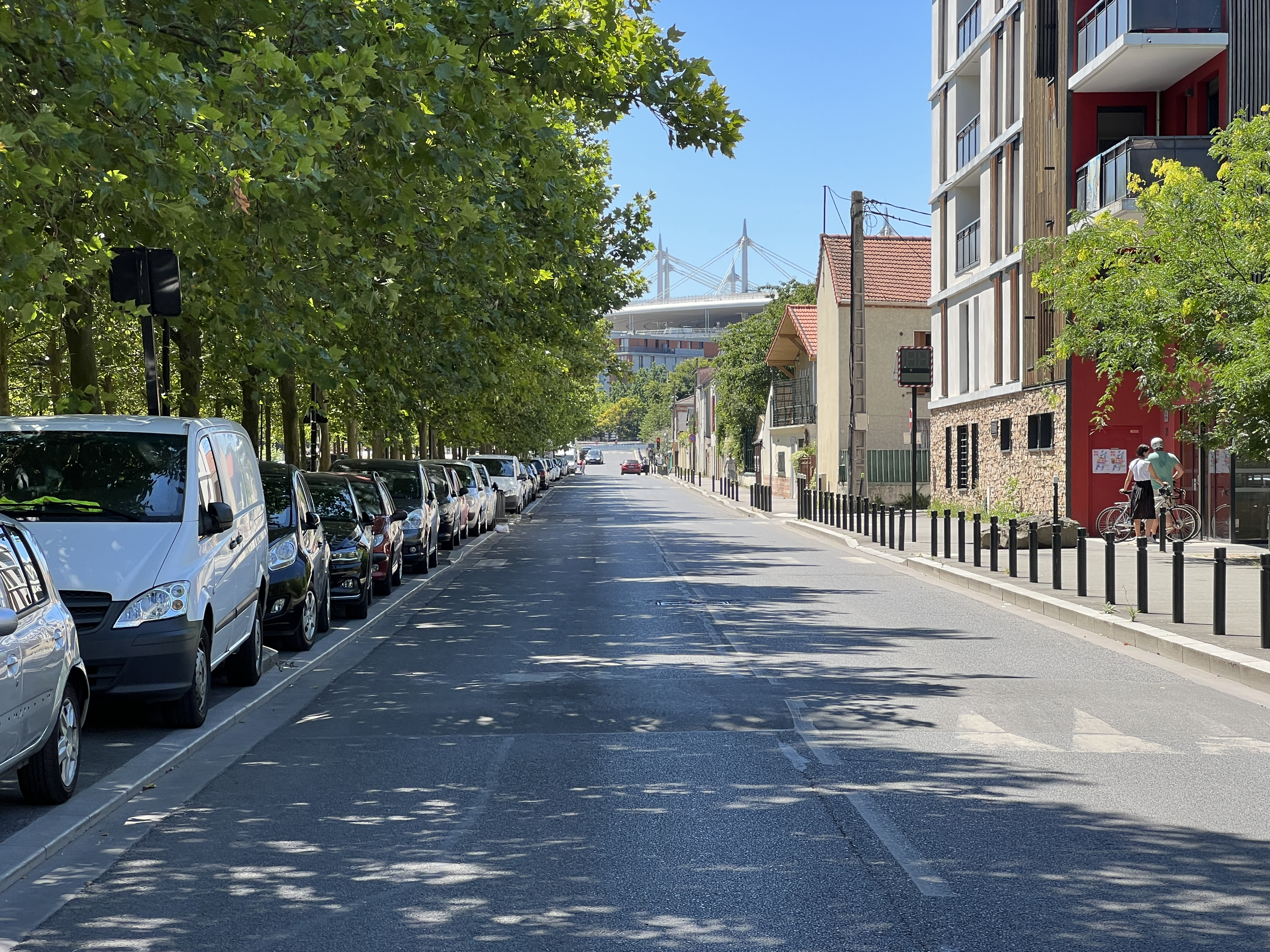
Le cours du rû de Montfort en 2022.

La digue du rû de Montfort était une fortification qui reliait le fort de l'Est au canal Saint-Denis au nord-est de Paris ; cette digue avait vocation à ralentir un ennemi éventuellement présent dans la zone inondable du Franc-Moisin.
Montfort est un lieu-dit local qui a donné son nom entre autres au marché de Montfort, à l'église Saint-Paul-Sainte-Geneviève-du-Montfort.
Il fait aussi référence à un cours d'eau aujourd'hui disparu qui prenait sa source à Bobigny, à proximité des berges de l’actuel canal de l'Ourcq. qui s’écoulait vers le nord-ouest, pour rejoindre l’ensemble Croult/Vieille Mer/Rouillon, affluents mineurs de la Seine à Saint-Denis.
De nos jours, le tracé de la digue est exactement suivi par le cours du Rû de Montfort, une voie de communication du quartier du Franc-Moisin, et qui va du pont du Franc-Moisin à la rue du Maréchal-Lyautey.